# کیو متر

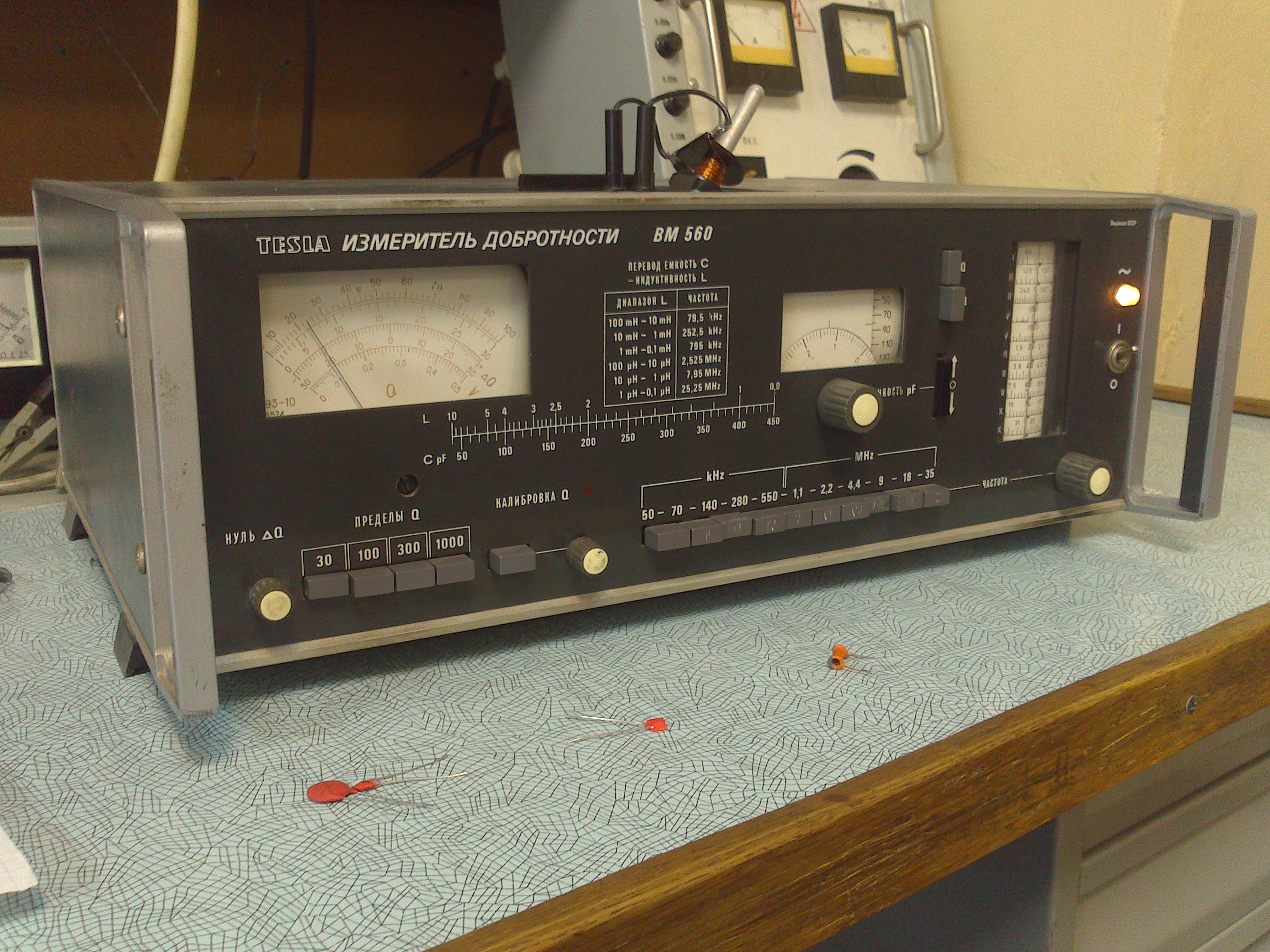
کیو متر تسلا BM 560

یک کیو متر (Q meter) قسمتی از تجهیزاتی است که در آزمایش مدارهای فرکانس رادیویی مورد استفاده قرار می‌گیرد. این اکثراً در آزمایشگاه‌های حرفه‌ای جایگزین انواع دیگر دستگاه اندازه‌گیری امپدانسی شده‌است، اگرچه هنوز در بین آماتورهای رادیویی مورد استفاده قرار می‌گیرد. این در  رادیو بونتون در بونتون، نیوجرسی در سال ۱۹۳۴ توسط  ویلیام دی لوفلین ساخته شده.

## شرح
یک کیو متر ضریب کیفیت یک مدار را اندازه می‌گیرد، کیو، که بیان می‌کند چقدر انرژی در هر چرخه در یک مدار غیرفعال غیر ایده‌آل تلف می‌شود:
{\displaystyle Q=2\pi \times {\frac {\mbox{Peak Energy Stored}}{\mbox{Energy dissipated per cycle}}}.\,}
این عبارت در مورد اراف (RF) و مایکروویو، فیلتر میان‌گذر ال‌سی یا هر تشدید کننده‌ای اعمال می‌شود. همچنین می‌تواند در یک فرکانس انتخاب شده برای سلف یا خازن بکار برد. برای سلف‌ها
{\displaystyle Q={\frac {X_{L}}{R}}={\frac {\omega L}{R}}}
جایی که {\displaystyle X_{L}} راکتانس سلفی است، {\displaystyle L} مقدار سلف است، {\displaystyle \omega } فرکانس زاویه‌ای و {\displaystyle R} مقاومت سلف است. مقاومت {\displaystyle R} نشان دهنده تلفات در سلف است، عمدتاً به دلیل مقاومت سیم است. یک کیو متر روی اصل تشدید سری کار می‌کند.
برای مدارهای میان‌گذر LC و فیلترهای:
{\displaystyle Q={\frac {F}{BW}}}
در این‌جا {\displaystyle F} فرکانس تشدید (فرکانس مرکزی) و {\displaystyle BW} پهنای باند فیلتر است. در یک فیلتر میان‌گذر با استفاده از مدار تشدید LC، هنگامی که تلفات (مقاومت) سلف افزایش می‌یابد، ضریب Q آن کاهش می‌یابد، و به این ترتیب پهنای باند فیلتر افزایش می‌یابد. در فیلتر کاواک کواکسیال، هیچ سلف و خازن وجود ندارد، اما کاواک دارای یک مدل LC معادل با تلفات (مقاومت) است و می‌توان فاکتور Q را نیز به کار برد.

## عملکرد

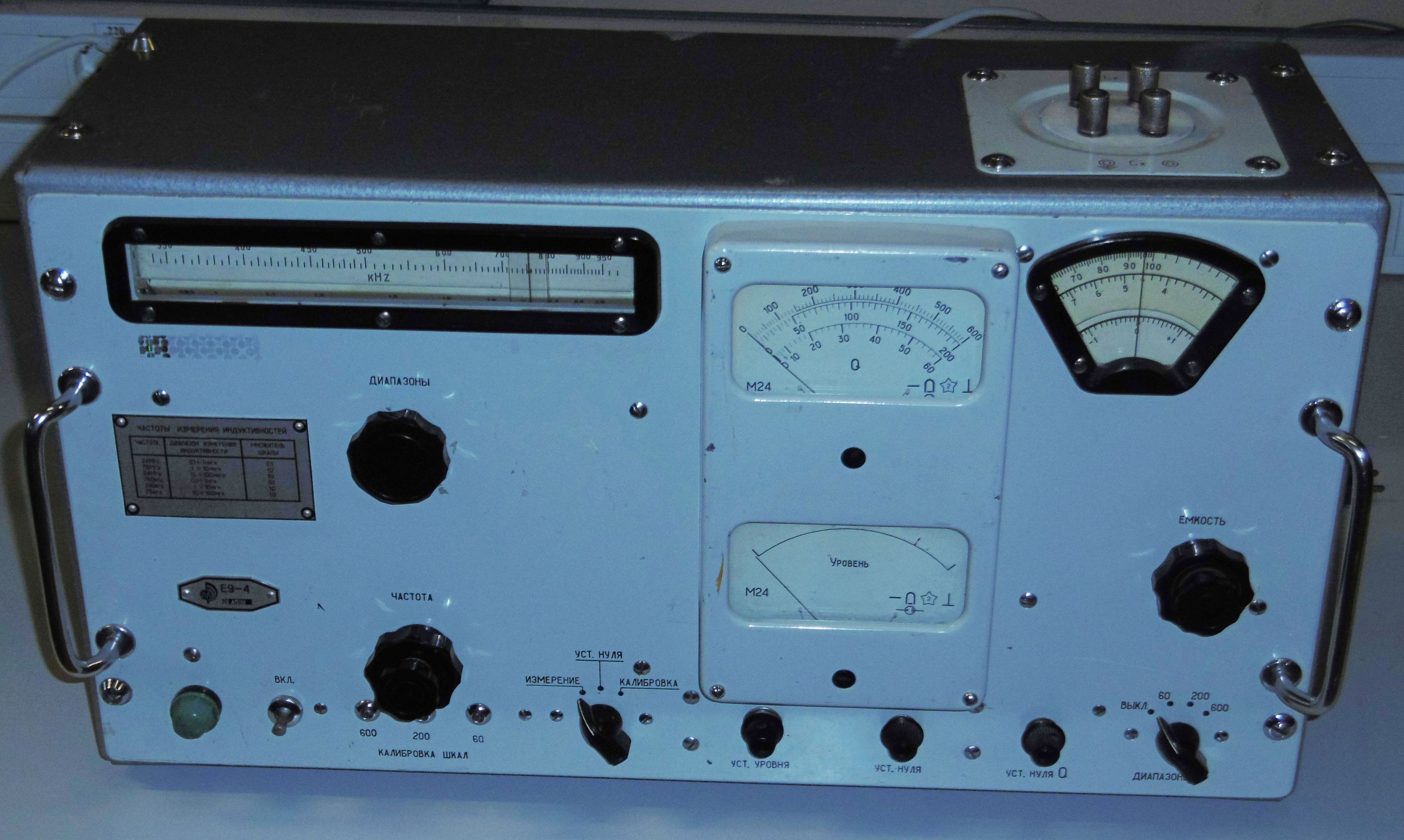
کیو متر E9-4

از نظر داخلی، کیو متر حداقل متشکل از یک ژنراتور RF قابل تنظیم با خروجی امپدانس بسیار کم و یک آشکارساز با امپدانس ورودی بسیار بالا است. معمولاً شرایطی برای اضافه کردن مقدار کالیبره شده از خازن با Q زیاد در دوسر قطعه مورد آزمایش وجود دارد تا اجازه دهد که سلف‌ها به تنهایی اندازه‌گیری شوند. ژنراتور به‌طور مؤثر با مدار هماهنگی توسط اجزای مورد آزمایش به شکل سری قرار می‌گیرد و با داشتن مقاومت خروجی ناچیز، بر ضریب Q تأثیر نمی‌گذارد، در حالی که آشکارساز ولتاژ ایجادشده در دوسر قطعه (معمولاً خازن) را اندازه‌گیری می‌کند و با وجود امپدانس موازی زیاد بر ضریب Q اثر معنی داری ندارد.
نسبت ولتاژ RF ایجادشده به جریان RF اعمال شده، همراه با دانستن امپدانس غیرفعال در فرکانس تشدید و امپدانس منبع، اجازه می‌دهد تا ضریب Q با مقیاس بندی ولتاژ آشکارشده به‌طور مستقیم خوانده شود.

## بیشتر خواندن
- "An experimental 'Q' meter" — article by Lloyd Butler (originally published in Amateur Radio, November 1988; revised April 2004)
- Jacques Audet, VE2AZX (January–February 2012). "Q Factor Measurements on L-C Circuits". QEX. ARRL: 7–11.